# Roger Miller
Roger Dean Miller (2 de enero de 1936-25 de octubre de 1992) fue un cantante, compositor y músico Estadounidense de country, conocido por sus novelty songs honky tonky. Se le conoce también por canciones como «King of the Road», «Dang Me» y «England Swings», todas ellas de mediados de la década de 1960, era del Nashville sound.

## Discografía
- Roger Miller discography

## Álbumes principales[1]
- Roger and Out (1964)
- The Return of Roger Miller (1965)
- The 3rd Time Around (1965)
- Words and Music (1966)
- Walkin' in the Sunshine (1967)
- A Tender Look at Love (1968)
- Roger Miller (1969)
- Roger Miller Featuring Dang Me! (1969)
- A Trip in the Country (1970)
- Roger Miller 1970 (1970)
- Dear Folks, Sorry I Haven't Written Lately (1973)
- Celebration (1976)
- Painted Poetry (1977)
- Off the Wall (1978)
- Waterhole #3 (1978)
- Making a Name for Myself (1979)
- Old Friends  (with Willie Nelson)  (1982)
- The Country Side of Roger Miller (1986)
- Green Green Grass of Home (1994)

## Singles
Released and recorded by Miller
- "Dang Me" (1964)
- "King of the Road" (1965)
- "England Swings" (1966)

Recorded and released by other artists
- "Billy Bayou" – Jim Reeves (1958)
- "Don't We All Have the Right" – Ricky Van Shelton (1988)
- "Tall, Tall Trees" – Alan Jackson (1995)
- "Husbands and Wives" – Brooks & Dunn (1998)

## Premios[2]
- 1964 — Premios Grammy: Best Country Song: "Dang Me"
- 1964 — Premios Grammy: Best New Country and Western Artist
- 1964 — Premios Grammy: Best Country and Western Recording, Single: "Dang Me"
- 1964 — Premios Grammy: Best Country and Western Performance, Male: "Dang Me"
- 1964 — Premios Grammy: Best Country and Western Album: "Dang Me"/"Chug-a-Lug"
- 1965 — Jukebox Artist of the Year
- 1965 — Premios Grammy: Best Country Song: "King of the Road"
- 1965 — Premios Grammy: Best Country Vocal Performance, Male: "King of the Road"
- 1965 — Premios Grammy: Best Country and Western Recording, Single: "King of the Road"
- 1965 — Premios Grammy: Best Contemporary Vocal Performance, Male: "King of the Road"
- 1965 — Premios Grammy: Best Contemporary (Rock 'N Roll), Single: "King of the Road"
- 1965 — Premios Grammy: Best Country and Western Album: "The Return of Roger Miller"
- 1965 — Academy of Country and Western Music: "Best Songwriter"
- 1965 — Academy of Country and Western Music: "Man of the Year"
- 1973 — Nashville Songwriters Hall of Fame
- 1985 — Tony Award por Best Score and Drama Desk Award for Outstanding Lyrics por Big River
- 1988 — Academy of Country Music: Pioneer Award
- 1995 — Country Music Hall of Fame
- 1997 — Grammy Hall of Fame Song : "Dang Me"
- 1998 — Grammy Hall of Fame Song : "King Of The Road"
- 2003 — CMT: 40 Greatest Men of Country Music: Ranked #23.